# Frank Muth
Frank Muth (Würzburg, 20 marzo 1959) è un attore e doppiatore tedesco.

## Biografia
Ha completato la propria formazione da attore presso la rinomata scuola Otto Falckenberg di Monaco. 
Ha interpretato il suo primo ruolo cinematografico quando era ancora studente, sotto la direzione di Jeanne Moreau al fianco di Simone Signoret. 
Dopo aver completato gli studi, si è esibito sui palcoscenici della città di Bonn sotto la direzione, tra gli altri, di Rudolf Noelte e Jérôme Savary. 
Altri impegni lo hanno portato al Niedersächsisches Staatsschauspiel di Hannover, a Monaco, Berlino e Düsseldorf. 
È apparso anche in numerosi ruoli televisivi.

## Filmografia

### Televisione
- Il commissario Köster (Der Alte) - serie TV (1979, 2002)
- L'ispettore Derrick (Derrick) (1980)
- Die Fallers – Die SWR Schwarzwaldserie - serie TV (1994)
- Die Wache - serie TV (1994)
- Inspektor Rolle  - serie TV (2002)
- Un ciclone in convento (Um Himmels Willen) - serie TV (2002)
- Adelheid und ihre Mörder - serie TV (2003)
- Sophie (Typisch Sophie) - serie TV (2004)
- Arme Millionäre - serie TV (2005)
- Un caso per due (Ein Fall für zwei) - serie TV (2005)
- Plötzlich Papa – Einspruch abgelehnt! - serie TV (2008)
- SOKO Wismar - serie TV (2009)
- Il commissario Schumann (Der Kriminalist) - serie TV (2013)
- Circle of Life (Familie Dr. Kleist) - serie TV (2013)
- Hamburg Distretto 21 (Notruf Hafenkante) - serie TV (2013)

## Doppiaggio
- Gabler in Star Trek
- David Hasselhoff in Stretch - Guida o muori, Sharknado 3, Sharknado 4, Baywatch
- Ted McGinley in Making of a Male Model
- Kevin Kilner in Pat, la mamma virtuale
- Oliver Muirhead in Like Crazy
- Kim Robillard in Django Unchained
- Mewtwo in Pokémon il film - Mewtwo contro Mew, Pokémon: Detective Pikachu
- Troy McClure in I Simpson
- Bismarck in One Piece - La spada delle sette stelle
- War Machine in Iron Man